# Liste des conseillers généraux de la Somme de 1949 à 1951
 (août 2023).
Si vous disposez d'ouvrages ou d'articles de référence ou si vous connaissez des sites web de qualité traitant du thème abordé ici, merci de compléter l'article en donnant les références utiles à sa vérifiabilité et en les liant à la section « Notes et références ».
Cet article dresse la liste des 41 membres du Conseil général de la Somme élus lors de l'élection cantonale de 1949, ainsi que les changements intervenus en cours de mandature.

## Composition du conseil général de laSomme(41 sièges)

### Assemblée départementale en début mandature
| Parti                                          | Sigle | Sigle     | Élus | Groupe                                  |
| ---------------------------------------------- | ----- | --------- | ---- | --------------------------------------- |
| Centre-gauche (29 sièges)                      |       |           |      |                                         |
| Parti radical-socialiste                       |       | Rad.      | 12   | Rassemblement des gauches républicaines |
| Radicaux indépendants                          |       | Rad. indé | 1    | Rassemblement des gauches républicaines |
| Républicains indépendants                      |       | RI        | 1    | Rassemblement des gauches républicaines |
| Section française de l'Internationale ouvrière |       | SFIO      | 15   | Socialiste                              |
| Gauche (6 sièges)                              |       |           |      |                                         |
| Parti communiste français                      |       | PCF       | 6    | Communiste                              |
| Droite (6 sièges)                              |       |           |      |                                         |
| Rassemblement du peuple français               |       | RPF       | 4    | RPF                                     |
| Mouvement républicain populaire                |       | MRP       | 2    | MRP                                     |
| Président du Conseil Général                   |       |           |      |                                         |
| Max Lejeune (SFIO)                             |       |           |      |                                         |

### Assemblée départementale en fin mandature
| Parti                                          | Sigle | Sigle     | Élus | Groupe                                  |
| ---------------------------------------------- | ----- | --------- | ---- | --------------------------------------- |
| Centre-gauche (28 sièges)                      |       |           |      |                                         |
| Parti radical-socialiste                       |       | Rad.      | 13   | Rassemblement des gauches républicaines |
| Radicaux indépendants                          |       | Rad. indé | 1    | Rassemblement des gauches républicaines |
| Section française de l'Internationale ouvrière |       | SFIO      | 14   | Socialiste                              |
| Droite (7 sièges)                              |       |           |      |                                         |
| Centre national des indépendants et paysans    |       | CNIP      | 3    | Républicains indépendants et MRP        |
| Mouvement républicain populaire                |       | MRP       | 1    | Républicains indépendants et MRP        |
| Rassemblement du peuple français               |       | RPF       | 3    | RPF                                     |
| Gauche (6 sièges)                              |       |           |      |                                         |
| Parti communiste français                      |       | PCF       | 6    | Communiste                              |
| Président du Conseil Général                   |       |           |      |                                         |
| Max Lejeune (SFIO)                             |       |           |      |                                         |

## Liste des conseillers généraux de la Somme
| Canton                 | Conseillers         | Partis | Partis                   | Changements                            |
| ---------------------- | ------------------- | ------ | ------------------------ | -------------------------------------- |
| Abbeville-Nord         | Ernest Herman       |        | RPF                      |                                        |
| Abbeville-Sud          | Max Lejeune         |        | SFIO                     |                                        |
| Acheux-en-Amiénois     | Raymond de Wazières |        | Rad.                     |                                        |
| Ailly-le-Haut-Clocher  | Bernard Maisant     |        | SFIO                     |                                        |
| Ailly-sur-Noye         | Robert Verdez       |        | SFIO                     |                                        |
| Albert                 | Henri Potez         |        | Rad.                     |                                        |
| Amiens-Nord-Ouest      | Léon Dupontreué     |        | PCF                      |                                        |
| Amiens-Nord-Est        | Honeste Lagny       |        | PCF                      |                                        |
| Amiens-Sud-Est         | Camille Goret       |        | SFIO                     |                                        |
| Amiens-Sud-Ouest       | Maurice Vast        |        | SFIO                     |                                        |
| Ault                   | Emile Quénot        |        | PCF                      |                                        |
| Bernaville             | Hubert Dubois       |        | CNIP (RI jusqu'en 1951)  |                                        |
| Boves                  | Louis Prot          |        | PCF                      |                                        |
| Bray-sur-Somme         | Charles Deflandre   |        | SFIO                     |                                        |
| Chaulnes               | Jean Gilbert-Jules  |        | Rad.                     |                                        |
| Comble                 | Robert Marlot       |        | Rad.                     |                                        |
| Conty                  | Max Modeste         |        | RPF                      |                                        |
| Corbie                 | Paul Domisse        |        | SFIO                     |                                        |
| Crécy-en-Ponthieu      | Hélène Loeuillet    |        | SFIO                     |                                        |
| Domart-en-Ponthieu     | Jean Martin         |        | PCF                      |                                        |
| Doullens               | Kléber Mopty        |        | Rad.                     |                                        |
| Gamaches               | Marcelle Delabie    |        | Rad.                     |                                        |
| Hallencourt            | Albert Lefebvre     |        | Rad.                     |                                        |
| Ham                    | Gaston Lejeune      |        | SFIO                     |                                        |
| Hornoy-le-Bourg        | Gabriel Delétoille  |        | Rad.                     | Décédé le 30 mars 1951                 |
| Molliens-Vidame        | Edmond Cavillon     |        | Rad. indé                |                                        |
| Montdidier             | Jean Doublet        |        | CNIP (RPF jusqu'en 1951) |                                        |
| Moreuil                | Maurice Leméré      |        | PCF                      |                                        |
| Moyenneville           | Edouard Delozières  |        | SFIO                     |                                        |
| Nesle                  | Pierre Doutrellot   |        | SFIO                     |                                        |
| Nouvion                | Albert Fourcy       |        | SFIO                     |                                        |
| Oisemont               | Pierre Vasseur      |        | Rad.                     | Élu à la suite du décès de Léon Niquet |
| Péronne                | Emile Vermond       |        | SFIO                     |                                        |
| Picquigny              | Eugène Leclercq     |        | Rad.                     |                                        |
| Poix-de-Picardie       | Jules Delemotte     |        | MRP                      |                                        |
| Roisel                 | Paul Lejeune        |        | Rad.                     |                                        |
| Rosières-en-Santerre   | Eugène Doucet       |        | Rad.                     |                                        |
| Roye                   | André Coël          |        | SFIO                     |                                        |
| Rue                    | Gérard Dumont       |        | RPF                      |                                        |
| Saint-Valery-sur-Somme | René Delepierre     |        | CNIP (MRP jusqu'en 1951) |                                        |
| Villers-Bocage         | Richard Vilbert     |        | Rad.                     |                                        |

Noms en gras : élus lors des élections cantonales de 1949